# Cervarix
Cervarix is een vaccin tegen humaan papillomavirus (HPV) typen 16 en 18. Deze twee HPV-virussen zijn de oorzaak van ongeveer 70% van de gevallen van baarmoederhalskanker, maar ook kanker aan mond- en keelholte, penis, anus, vagina en schaamlippen.
Een vaccinatie bestaat uit tweemaal een injectie met een entstof van de betreffende virustypen. Personen die gevaccineerd zijn blijken veel minder vatbaar voor een HPV-infectie. In studies is aangetoond dat de vaccinatie het ontstaan van hardnekkige infecties en voorstadia van baarmoederhalskanker kan voorkomen.
Cervarix wordt sinds 2007 op de markt gebracht door de farmaceutische firma GlaxoSmithKline en wordt in Nederland sinds 2009 aangeboden aan (pre)adolescente meisjes in het kader van het Rijksvaccinatieprogramma. Vanaf februari 2022 krijgen ook jongens standaard een uitnodiging om het vaccin te halen, en is de leeftijd voor de uitnodiging (voor jongens en meisjes) verlaagd naar 10 jaar.